# Yomiuri-Literaturpreis
Der Yomiuri-Literaturpreis (japanisch 読売文学賞, Yomiuri-bungaku-shō) ist ein japanischer Literaturpreis, der seit 1949 von der Yomiuri-Zeitung vergeben wird. Der Preis war gedacht, um nach der Niederlage im Zweiten Weltkrieg einen erneuten Aufschwung der japanischen Literatur zu unterstützen.

## Beschreibung
Der Preis wird einmal jährlich in folgenden sechs Kategorien verliehen:
1. Romanliteratur,
2. Dramen/Drehbücher (Drehbücher seit der 46. Verleihung),
3. Kritiken/Biographien,
4. Lyrik/Haiku,
5. Forschungsarbeiten/Übersetzungen,
6. Essays/Reisebeschreibungen (seit der 19. Verleihung).

Ausgezeichnet werden Werke, die innerhalb eines Jahres vor der Verleihung erschienen sind. Die Preisträger werden von einem Auswahlkomitee bestimmt und erhalten neben einem Reibstein als symbolischer Auszeichnung ein Preisgeld von zwei Millionen Yen (12.000 €, Stand: 30. April 2025).

## Preisträger (Übersicht)

### Romanliteratur
| Jahr | Preisträger         | Ausgezeichneter Titel                                           |
| ---- | ------------------- | --------------------------------------------------------------- |
| 1949 | Ibuse Masuji        | Honjitsu kyūshin (Heute keine Sprechstunde) u. a.               |
| 1950 | Uno Kōji            | Omoigawa                                                        |
| 1951 | Ōoka Shōhei         | Nobi                                                            |
| 1952 | Agawa Hiroyuki      | Haru no shiro                                                   |
| 1953 | nicht verliehen     |                                                                 |
| 1954 | Satō Haruo          | Akiko mandara                                                   |
| 1955 | Satomi Ton          | Koigokoro                                                       |
| 1955 | Kōda Aya            | Kuroi suso                                                      |
| 1956 | Mishima Yukio       | Kinkakuji (Der Tempelbrand)                                     |
| 1956 | Kubota Mantarō      | San no tori                                                     |
| 1957 | Murō Saisei         | Anzukko (Das Mädchen Aprikose)                                  |
| 1957 | Nogami Yaeko        | Meiro (Der Irrgarten)                                           |
| 1958 | nicht verliehen     |                                                                 |
| 1959 | Masamune Hakuchō    | Kotoshi no aki                                                  |
| 1959 | Nakano Shigeharu    | Nashi no hana                                                   |
| 1960 | Tonomura Shigeru    | Miotsukushi                                                     |
| 1961 | nicht verliehen     |                                                                 |
| 1962 | Abe Kōbō            | Suna no onna (Die Frau in den Dünen)                            |
| 1963 | Inoue Yasushi       | Fūtō (Wind und Wellen)                                          |
| 1964 | Kambayashi Akatsuki | Shiroi yakatabune                                               |
| 1965 | Shōno Junzō         | Yube no Kumo                                                    |
| 1966 | Niwa Fumio          | Ichiro                                                          |
| 1967 | Amino Kiku          | Ichigo-ichie                                                    |
| 1968 | Kōno Taeko          | Fui no koe                                                      |
| 1968 | Takii Kōsaku        | Yashu                                                           |
| 1969 | Kō Haruto           | Ichijō no hikari                                                |
| 1969 | Onuma Tan           | Kaichūdokei                                                     |
| 1970 | Yoshida Ken’ichi    | Gareki no naka                                                  |
| 1971 | nicht verliehen     |                                                                 |
| 1972 | Nagai Tatsuo        | Cochabamba-yuki                                                 |
| 1973 | Nakazato Tsuneko    | Utamakura                                                       |
| 1973 | Yasuoka Shōtarō     | Hashire tomahawk (Hashire tomahōku)                             |
| 1974 | Wada Yoshie         | Tsugiki no dai                                                  |
| 1975 | Dan Kazuo           | Kataku no hito                                                  |
| 1975 | Yoshiyuki Junnosuke | Kaban no nakami                                                 |
| 1976 | Yagi Yoshinori      | Kazamatsuri                                                     |
| 1977 | Shimao Toshio       | Shi no toge                                                     |
| 1978 | Noguchi Fujio       | Kakute arikeri                                                  |
| 1979 | Shimamura Toshimasa | Myōkō no aki                                                    |
| 1980 | nicht verliehen     |                                                                 |
| 1981 | Inoue Hisashi       | Kirikirijin                                                     |
| 1981 | Shiba Ryōtarō       | Hitobito no ashioto                                             |
| 1982 | Ōe Kenzaburō        | „Ame no ki (Rain Tree)“ o kiku onna-tachi (Der kluge Regenbaum) |
| 1983 | nicht verliehen     |                                                                 |
| 1984 | Yoshimura Akira     | Hagoku                                                          |
| 1985 | Takahashi Takako    | Ikari no ko                                                     |
| 1985 | Takubo Hideo        | Kaizu                                                           |
| 1986 | Tsushima Yūko       | Yoru no hikari ni owarete                                       |
| 1987 | Shibusawa Tatsuhiko | Takaoka Shinnō kōkaiki                                          |
| 1988 | Itokawa Takehiro    | Kyōjin nikki                                                    |
| 1989 | Takai Yūichi        | Yoru no ari                                                     |
| 1989 | Furui Yoshikichi    | Kari ōjōden shibun                                              |
| 1990 | Moriuchi Toshio     | Hyōga ga kuru made ni                                           |
| 1991 | Sakagami Hiroshi    | Yasashii teihakuchi                                             |
| 1991 | Aono Sō             | Haha yo                                                         |
| 1992 | Nakazono Eisuke     | Peking hanten kyūkan nite                                       |
| 1993 | nicht verliehen     |                                                                 |
| 1994 | Ishii Momoko        | Maboroshi no akai mi                                            |
| 1994 | Kuroi Senji         | Kāten kōru                                                      |
| 1995 | Hino Keizō          | Hikari                                                          |
| 1995 | Murakami Haruki     | Nejimakidori kuronikuru (Mister Aufziehvogel)                   |
| 1996 | nicht verliehen     |                                                                 |
| 1997 | Murakami Ryū        | In za miso-sūpu (In der Misosuppe)                              |
| 1997 | Kojima Nobuo        | Uruwashiki hibi                                                 |
| 1998 | Ogawa Kunio         | Hashisshi gyangu                                                |
| 1998 | Tsujihara Noboru    | Tobe kirin                                                      |
| 1999 | Tsutsui Yasutaka    | Watashi no gurampa                                              |
| 1999 | Miki Taku           | Hadashi to kaigara                                              |
| 2000 | Ii Naoyuki          | Nigotta gekiryū ni kakaru hashi                                 |
| 2000 | Yamada Eimi         | A2Z                                                             |
| 2001 | Ogino Anna          | Horafuki-Anri no bōken                                          |
| 2002 | Mizumura Minae      | Honkaku shōsetsu                                                |
| 2003 | Ogawa Yōko          | Hakase no aishita sūshiki                                       |
| 2004 | Matsuura Hisaki     | Hantō                                                           |
| 2005 | Horie Toshiyuki     | Kagan bōjitsushō                                                |
| 2005 | Miyauchi Katsusuke  | Shōshin                                                         |
| 2006 | nicht verliehen     |                                                                 |
| 2007 | Matsuura Rieko      | Kenshin                                                         |
| 2008 | Kurokawa Sō         | Kamome no hi                                                    |
| 2009 | Takamura Kaoru      | Taiyō o hiku uma                                                |
| 2010 | Kirino Natsuo       | Nanika aru                                                      |
| 2011 | nicht verliehen     |                                                                 |
| 2012 | Tawada Yōko         | Kumo o tsukamu hanashi                                          |
| 2012 | Matsuie Masashi     | Kazan no fumoto de                                              |
| 2013 | Murata Kiyoko       | Yūjokō                                                          |
| 2014 | Kawakami Hiromi     | Suisei                                                          |
| 2014 | Hoshino Tomoyuki    | Yoru wa owaranai                                                |
| 2015 | Furukawa Hideo      | Onna-tachi sanbyakunin no uragiri no sho                        |
| 2016 | Levy Hideo          | Mohankyō                                                        |
| 2017 | Higashiyama Akira   | Boku ga koroshita hito to boku o koroshita hito                 |

### Dramen/Drehbücher
| Jahr | Preisträger            | Ausgezeichneter Titel                                                         |
| ---- | ---------------------- | ----------------------------------------------------------------------------- |
| 1949 | nicht verliehen        |                                                                               |
| 1950 | nicht verliehen        |                                                                               |
| 1951 | Miyoshi Jūrō           | Honō no hito u. a.                                                            |
| 1952 | Fukuda Tsuneari        | Ryū o nadeta otoko                                                            |
| 1953 | nicht verliehen        |                                                                               |
| 1954 | Tanaka Chikao          | Kyōiku u. a.                                                                  |
| 1955 | nicht verliehen        |                                                                               |
| 1956 | nicht verliehen        |                                                                               |
| 1957 | nicht verliehen        |                                                                               |
| 1958 | nicht verliehen        |                                                                               |
| 1959 | nicht verliehen        |                                                                               |
| 1960 | nicht verliehen        |                                                                               |
| 1961 | Yukio Mishima          | Zehntages Chrysanthemen                                                       |
| 1962 | nicht verliehen        |                                                                               |
| 1963 | nicht verliehen        |                                                                               |
| 1964 | Nakamura Mitsuo        | Kiteki-issei                                                                  |
| 1965 | Hōjō Hideji            | Hōjō Hideji gikyoku senshū                                                    |
| 1966 | nicht verliehen        |                                                                               |
| 1967 | Iizawa Tadasu          | Gonin no moyono                                                               |
| 1968 | nicht verliehen        |                                                                               |
| 1969 | nicht verliehen        |                                                                               |
| 1970 | nicht verliehen        |                                                                               |
| 1971 | nicht verliehen        |                                                                               |
| 1972 | Yashiro Seiichi        | Sharaku-kō                                                                    |
| 1973 | nicht verliehen        |                                                                               |
| 1974 | Abe Kōbō               | Midoriiro no stocking (Midoriiro no sutokkingu)                               |
| 1975 | Akimoto Matsuyo        | Shichinin misaki                                                              |
| 1976 | nicht verliehen        |                                                                               |
| 1977 | nicht verliehen        |                                                                               |
| 1978 | Kinoshita Junji        | Shigosen no matsuri                                                           |
| 1979 | Inoue Hisashi          | Shimijimi nihon – Nogi-taishō, Kobayashi Issa                                 |
| 1980 | nicht verliehen        |                                                                               |
| 1981 | nicht verliehen        |                                                                               |
| 1982 | nicht verliehen        |                                                                               |
| 1983 | Shimizu Kunio          | Elegy (Erejī)                                                                 |
| 1984 | Yamazaki Masakazu      | Oidipous shōten (Oidipussu shōten)                                            |
| 1985 | nicht verliehen        |                                                                               |
| 1986 | nicht verliehen        |                                                                               |
| 1987 | Betsuyaku Minoru       | Shokoku o henreki suru futari no kishi no monogatari                          |
| 1988 | nicht verliehen        |                                                                               |
| 1989 | nicht verliehen        |                                                                               |
| 1990 | Tsuka Kōhei            | Hiryūden ’90 – satsuriku no aki                                               |
| 1991 | nicht verliehen        |                                                                               |
| 1992 | Tsutsumi Harue         | Kanadehon Hamlet (Kanadehon Hamuretto)                                        |
| 1993 | nicht verliehen        |                                                                               |
| 1994 | Fukuda Yoshiyuki       | Watashi no downtown – Haha no shashin (Watashi no dauntaun – Haha no shashin) |
| 1995 | Tekuchi Jūichirō       | Tsuki no hikari                                                               |
| 1996 | nicht verliehen        |                                                                               |
| 1997 | Iwamatsu Ryō           | TV days (Terebi deizu)                                                        |
|      | Makino Nozomi          | Tōkyō genshikaku club (Tōkyō genshikaku kurabu)                               |
| 1998 | Matsuda Masataka       | Natsu no suna no ue                                                           |
| 1999 | nicht verliehen        |                                                                               |
| 2000 | Nagai Ai               | Hagike no sanshimai                                                           |
| 2001 | Kudō Kankurō           | GO                                                                            |
| 2002 | Sakate Yōji            | Yaneura                                                                       |
| 2004 | Kara Jūrō              | Doroningyo                                                                    |
| 2005 | nicht verliehen        |                                                                               |
| 2006 | Hishida Shin'ya        | Powder – oshiroi (Paudā – oshiroi)                                            |
| 2007 | Nishikawa Miwa         | Yureru                                                                        |
|      | Noda Hideki            | Rope (Rōpu)                                                                   |
| 2008 | Koyama Kundō           | Okuribito                                                                     |
| 2009 | Kōkami Shōji           | Globe Jungle Kyokō no gekidan hataage 3 busake                                |
| 2010 | nicht verliehen        |                                                                               |
| 2011 | Maekawa Tomohiro       | Taiyō                                                                         |
| 2012 | Yan Jiaqi              | Kazoku no kuni                                                                |
| 2013 | nicht verliehen        |                                                                               |
| 2014 | nicht verliehen        |                                                                               |
| 2015 | Arai Haruhiko          | Kono kuni no sora (nach der Vorlage von Takai Yūichi)                         |
| 2016 | Kerarīno Sandorovitchi | Kinema to koibito                                                             |
| 2017 | nicht verliehen        |                                                                               |

### Kritiken/Biographien
| Jahr | Preisträger             | Ausgezeichneter Titel                                             |
| ---- | ----------------------- | ----------------------------------------------------------------- |
| 1949 | Aono Suekichi           | Gendai-bungaku-ron                                                |
| 1950 | Kamei Katsuichirō       | Kyonendo no shosakuhin                                            |
| 1951 | Nakamura Mitsuo         | Kyonendo no shorombun                                             |
| 1952 | Kobayashi Hideo         | Gogh no tegami                                                    |
| 1953 | Kawakami Tetsutarō      | Watashi no shi to shinjitsu                                       |
| 1954 | Takahashi Yoshitaka     | Mori Ōgai                                                         |
| 1955 | Yamamoto Kenkichi       | Koten to gendai-bungaku                                           |
|      | Karaki Junzō            | Chūsei no bungaku                                                 |
| 1956 | Yoshida Ken’ichi        | Shakespeare                                                       |
| 1957 | Abe Yoshishige          | Iwanami Shigeo den                                                |
| 1958 | Nakamura Mitsuo         | Futabatei Shimei den                                              |
|      | Chiya Michio            | Hidejūrō yawa                                                     |
| 1959 | Nagayo Yoshirō          | Waga kokoro no henreki                                            |
| 1960 | Fukuda Tsuneari         | Watashi no kokugo-kyōshitsu u. a.                                 |
|      | Aoyagi Mizuho           | Sasayaka na nihon-hakkutsu                                        |
| 1961 | Takeyama Michio         | Auslandsreiseberichte                                             |
| 1962 | Yamamoto Kenkichi       | Kakinomoto Hitomaro                                               |
|      | Andō Tsuguo             | Yodogawauta no shūhen                                             |
| 1963 | Fukuhara Rintarō        | Charles Lamb den                                                  |
| 1964 | Fukada Kyūya            | Nihon-hyakumeizan                                                 |
| 1965 | Yanagida Izumi          | Meiji-shoki no bungaku-shisō                                      |
| 1966 | Gotō Ryō                | Masamune Hakuchō                                                  |
| 1967 | Fujigawa Hideo          | Edo-shoki no shijintachi                                          |
| 1968 | Shiotani San            | Kōda Rohan                                                        |
| 1969 | Kusano Shimpei          | Waga Kōtarō                                                       |
|      | Tanaka Michitarō        | Jinseironfū ni                                                    |
| 1970 | nicht verliehen         |                                                                   |
| 1971 | Ōoka Makoto             | Ki no Tsurayuki                                                   |
| 1972 | Yamazaki Masakazu       | Ōgai: tatakau kachō                                               |
| 1973 | Maruya Saiichi          | Gotobain                                                          |
| 1974 | Ikeda Kentarō           | Puschkin den                                                      |
| 1975 | nicht verliehen         |                                                                   |
| 1976 | Itō Shinkichi           | Hagiwara Sakutarō                                                 |
|      | Kōno Taeko              | Tanizaki bungaku to kōtei no yokubō                               |
| 1977 | Hasumi Shigehiko        | Han=nihongoron                                                    |
| 1978 | Endō Shūsaku            | Christo no tanjō                                                  |
| 1979 | Saeki Shōichi           | Monogatari-geijutsuron                                            |
| 1980 | Kawatake Toshio         | Sakusha no ie                                                     |
|      | Ishikawa Jun            | Edo-bungaku-shōki                                                 |
| 1981 | Takahashi Hideo         | Shiga Naoya                                                       |
| 1982 | nicht verliehen         |                                                                   |
| 1983 | Isoda Kōichi            | Rokumeikan no keifu                                               |
|      | Kawamura Jirō           | Uchida Hyakken ron                                                |
| 1984 | Donald Keene            | Hyakudai no kakaku (Übersetzung von: Kanaseki Hisao)              |
|      | Ueda Miyoji             | Kono yo kono sei                                                  |
| 1985 | nicht verliehen         |                                                                   |
| 1986 | Egawa Taku              | Nazotoki „Zeni to batsu“                                          |
| 1987 | Mochizuki Yōko          | Hepburn no shōgai to nihongo                                      |
| 1988 | Ōoka Shōhei (postum)    | Shōsetsuka Natsume Sōseki                                         |
| 1989 | Nakamura Shin’ichirō    | Kakizaki Hakyō no shōgai                                          |
|      | Yamamoto Natsuhiko      | Musōan-monogatari                                                 |
| 1990 | Ōba Minako              | Tsuda Umeko                                                       |
| 1991 | Nakamura Minoru         | Tsukanoma no gen'ei: dōhangaka Komai Tetsurō no shōgai            |
| 1992 | Yoshida Hidekazu        | Manet no shōzō                                                    |
|      | Nakazawa Shin'ichi      | Mori no baroque                                                   |
| 1993 | Tomioka Taeko           | Naka Kansuke no koi                                               |
|      | Chō Kyō                 | Koi no chūgoku-bummeishi                                          |
| 1994 | nicht verliehen         |                                                                   |
| 1995 | Miura Masashi           | Shintai no reido                                                  |
| 1996 | Kawamoto Saburō         | Kafū to Tōkyō                                                     |
|      | Matsuyama Iwao          | Gunshū                                                            |
| 1997 | Watanabe Tamotsu        | Mokuami no meiji-ishin                                            |
| 1998 | Tanabe Seiko            | Dōtombori no ame ni wakarete irai nari                            |
| 1999 | Kashima Shigeru         | Paris fūzoku                                                      |
| 2000 | nicht verliehen         |                                                                   |
| 2001 | nicht verliehen         |                                                                   |
| 2002 | Noguchi Takehiko        | Bakumatsu-kibun                                                   |
| 2004 | Numano Mitsuyoshi       | Utopia-bungakuron                                                 |
| 2005 | Maeda Hayao             | Yotaaruki Kikuchi Sansai no hito to gakumon                       |
| 2006 | Tsutsui Kiyotada        | Saijū Yaso                                                        |
| 2007 | Arashiyama Kōzaburō     | Akutō Bashō                                                       |
| 2008 | Okada Atsushi           | Freud no Italia                                                   |
| 2009 | Ayukawa Yutaka          | Suda Atsuko o yomu                                                |
| 2010 | Kuroiwa Hisako (postum) | Pan to pen shakaishugisha Sakai Toshihiko to baibunsha no tatakai |
| 2011 | Washida Kiyokazu        | Guzuguzu no riyū                                                  |
| 2012 | Ikeuchi Osamu           | Onchi Kōshirō hitotsu no denki                                    |
| 2013 | Ogasawara Toyoki        | Mayakofusukī jiken                                                |
| 2014 | Fujikawa Yoshiyuki      | Aru bunjin gakusha no shōzō hyōden Fujikawa Hideo                 |
| 2015 | Miyata Marie            | Wasurerareta shjin no denki chichi Ōki Atsuo no kiseki            |
| 2016 | Kakehashi Kumiko        | Kuruu hito „shi no toge“                                          |
| 2017 | Yonemoto Kōji           | Hyōden Ishimure Michiko nagisa ni tatsu hito                      |

### Lyrik/Haiku
| Jahr | Preisträger           | Ausgezeichneter Titel        |
| ---- | --------------------- | ---------------------------- |
| 1949 | Saitō Mokichi         | Tomoshibi                    |
|      | Kusano Shimpei        | Kaeru no uta                 |
| 1950 | Takamura Kōtarō       | Tenkei                       |
| 1951 | Satō Satarō           | Kichō                        |
| 1952 | Satō Haruo            | Satō Haruo zenshishū         |
| 1953 | Matsumoto Takashi     | Sekikon                      |
|      | Kaneko Mitsuharu      | Ningen no higeki             |
| 1954 | Ishida Hakyō          | Ishida Hakyō zenkushū        |
| 1955 | nicht verliehen       |                              |
| 1956 | Nishiwaki Junzaburō   | Daisan no shinwa             |
| 1957 | Gotō Miyoko           | Shinshū haha no kashū        |
|      | Ubukata Tatsue        | Shiroi kaze no naka de       |
| 1958 | Yoshino Hideo         | Yoshino Hideo kashū          |
|      | Horiguchi Daigaku     | Yūbe no niji                 |
| 1959 | Murano Shirō          | Bōyōki                       |
| 1960 | Ozawa Hekidō (postum) | Hekidō kushū                 |
| 1961 | Miya Shūji            | Ōku yoru no uta              |
| 1962 | Miyoshi Tatsuji       | Miyoshi Tatsuji zenshishū    |
| 1963 | Asano Akira           | Kanshoku                     |
| 1964 | Kurahara Shinjirō     | Iwana                        |
| 1965 | Naka Tarō             | Ongaku                       |
|      | Shibōta Minoru        | Irino                        |
| 1966 | Kinoshita Yūji        | Teihon Kinoshita Yūji shishū |
| 1967 | Tsuchiya Bummei       | Seinanshū, Zokuseinanshū     |
| 1968 | Irisawa Yasuo         | Waga Izumo, waga chinkon     |
|      | Iida Ryūta            | Bōon                         |
| 1969 | Yamamoto Tarō         | Haōki                        |
| 1970 | Ogata Noboru          | Gyobutsu shishū              |
|      | Hatsui Shizue         | Tōjibai                      |
|      | Nozawa Setsuko        | Hōchō                        |
| 1971 | Yoshino Hiroshi       | Kanshō-ryokō                 |
|      | Tsubono Tekkyū        | Hekigan                      |
| 1972 | Okazaki Seiichirō     | Shun'ōten                    |
|      | Tamaki Tōru           | Kyūboku                      |
| 1973 | nicht verliehen       |                              |
| 1974 | Ono Tōzaburō          | Kyozetsu no ki               |
| 1975 | Yoshida Masatoshi     | Nagaruru kumo                |
|      | Kadokawa Minayoshi    | Saigyō no hi                 |
| 1976 | Nakamura Minoru       | Hamushi no tobu fūkei        |
| 1977 | Aida Tsunao           | Yuigon                       |
|      | Mori Sumio            | Riso                         |
| 1978 | Taya Ei               | Hahakoi                      |
| 1979 | Takenaka Iku          | Polka, Mazurka               |
| 1980 | Kuzuhara Shigeru      | Gen: sambusaku-kashū         |
| 1981 | Amano Tadashi         | Shiyūchi                     |
|      | Shiba Ryōtarō         | Hitobito no ashioto          |
| 1982 | Yamazaki Eiji         | Yamazaki Eiji shishū         |
|      | Tanikawa Shuntarō     | Hibi no chizu                |
| 1983 | Kadokawa Haruki       | Nagasareō                    |
| 1984 | Tamura Ryūichi        | Dorei no yorokobi            |
| 1985 | Saitō Fumi            | Watariyukamu                 |
|      | Takubo Hideo          | Kaizu                        |
| 1986 | nicht verliehen       |                              |
| 1987 | Okano Hirohiko        | Ame no tazumura              |
|      | Takahashi Mutsuo      | Keiko onjiki                 |
| 1988 | Kitamura Tarō         | Minato no hito               |
| 1989 | Kiyooka Takayuki      | Fushigi na kagami no mise    |
|      | Furui Yoshikichi      | Kari ōjōden shibun           |
| 1990 | Kawasaki Tenkō        | Natsu                        |
| 1991 | Shibusawa Takasuke    | Teichō-shiki                 |
| 1992 | Manabe Kureo          | Yukionna                     |
| 1993 | Baba Akiko            | Akofu                        |
|      | Hiraide Takashi       | Hidarite nikki reigen        |
| 1994 | Suzuki Masajo         | Miyakodori                   |
| 1995 | Itō Kazuhiko          | Umigō no uta                 |
| 1996 | Takahashi Junko       | Toki no ame                  |
|      | Shiraishi Kazuko      | Arawareru monotachi o shite  |
| 1997 | Mae Toshio            | Seidōji                      |
| 1998 | Nagata Kazuhiro       | Aeba                         |
| 1999 | Arakawa Yōji          | Kūchū no gumi                |
| 2000 | Tada Chimako          | Nagai kawa no aru kuni       |
| 2001 | Amazawa Taijirō       | Yūmei gūrinka                |
| 2002 | Hasegawa Kai          | Kokū                         |
| 2004 | Kuriki Kyōko          | Natsu no ushiro              |
| 2005 | Iijima Kōichi         | Amerika                      |
|      | Okai Takashi          | Tonakai-jidai ima ka kimukau |
| 2006 | Ozawa Minoru          | Shunkan                      |
| 2007 | Tsujii Takashi        | Washi ga ite                 |
| 2008 | Tokita Norio          | Polo Shiri                   |
| 2009 | Kawano Michiyo        | Hana - jōki - hedatari       |
| 2010 | Őki Amari             | Washi ga ite                 |
| 2011 | Tsuburai Tetsuzō      | Seiryō                       |
|      | Sasaki Yukitsuna      | Moonwalk                     |
| 2012 | Wada Gorō             | Kazaguruma                   |
| 2013 | Takano Mutsuo         | Man no hane                  |
| 2014 | Takano Kimihiko       | Ryūboku                      |
| 2015 | Koike Hikaru          | Omoigawa no kishibe          |
| 2016 | Jeffrey Angles        | Watashi no hizuke henkōsen   |
| 2017 | Yamaguchi Akio        | Mokkan                       |

### Forschungsarbeiten/Übersetzungen
| Jahr | Preisträger         | Ausgezeichneter Titel                                               |
| ---- | ------------------- | ------------------------------------------------------------------- |
| 1949 | Hinatsu Kōnosuke    | Kaitei-zōho Meiji-Taishō-shishi                                     |
| 1950 | Watsuji Tetsurō     | Sakoku                                                              |
| 1951 | Suzuki Shintarō     | Stéphane Mallarmé shishū kō                                         |
| 1952 | Yonekawa Masao      | Dostojewski zenshū yaku                                             |
| 1953 | Satō Teruo          | Villon shi kenkyū                                                   |
| 1954 | Fukase Motohiro     | Elliot                                                              |
| 1955 | Nobori Shomu        | Rossija-Soviet bungakushi                                           |
| 1956 | Kōno Yoichi         | Plutarch eiyūtsute yaku                                             |
| 1957 | Takahashi Kenji     | Hesse kenkyū to sono yakugyō                                        |
|      | Tōgō Tomiji         | Ryōkan                                                              |
| 1958 | Kure Shigeichi      | Homer „Ilias“ yaku                                                  |
| 1959 | Watanabe Kazuo      | Sen’ichiya Monogatari yaku                                          |
|      | Satō Masaaki        | Sen’ichiya Monogatari yaku                                          |
|      | Okabe Masataka      | Sen’ichiya Monogatari yaku                                          |
| 1960 | Fukuhara Rintarō    | Thomas Gray kenkyū shō                                              |
| 1961 | Doi Kōchi           | Kodai densetsu to bungaku                                           |
|      | Kawamori Yoshizō    | Furansu bundanshi                                                   |
| 1962 | Hoshikawa Kiyotaka  | Soji no kenkyū                                                      |
| 1963 | Nakanishi Susumu    | Man’yōshū no hikaku-bungakuteki-kenkyū                              |
|      | Shirasu Masako      | Nōmen                                                               |
| 1964 | Watanabe Kazuo      | Rabelais „Gargantua to Pantagruel Monogatari“ yaku                  |
| 1965 | Nakanishi Godō      | Teihon yachōki                                                      |
| 1966 | Shumuta Natsuo      | Sterne „Shinshi Tristram Shandy no shōgai to iken“ yaku             |
|      | Matsumoto Kappei    | Nihon shingekishi                                                   |
| 1967 | Fukuda Tsuneari     | Shakespeare zenshū yaku                                             |
| 1968 | nicht verliehen     |                                                                     |
| 1969 | Kobori Keiichirō    | Wakaki hi no Mori Ōgai                                              |
|      | Onuma Tan           | Kaichūdokei                                                         |
| 1970 | Tezuka Tomio        | Goethe „Faust“ yaku                                                 |
| 1971 | Mori Senzō          | Mori Senzō chosakushū                                               |
| 1972 | Yamamoto Kenkichi   | Saishin haiku saijiki                                               |
| 1973 | Suzuki Rikie        | „Molière zenshū“ yaku                                               |
|      | Yasuoka Shōtarō     | Hashire tomahawk (Hashire tomahōku)                                 |
| 1974 | Ogata Tsutomu       | Buson jihitsukuchō                                                  |
|      | Satō Masaaki        | Baudelaire zatsuwa                                                  |
| 1975 | nicht verliehen     |                                                                     |
| 1976 | Akiba Tarō          | Nagai Kafū den                                                      |
|      | Jugaku Bunshō       | Dante „Shinkyoku“ yaku                                              |
| 1977 | Shirai Kōji         | Albert Camus sono hikari to kage                                    |
| 1978 | Senuma Shigeki      | Nihon bundanshi                                                     |
| 1979 | Odake Takeo         | „Kanjo“ yaku                                                        |
| 1980 | Nakamura Yukihiko   | Kono hotori ichiya shikasen hyōshaku                                |
|      | Yanagida Seizan     | Ikkyū „Kyōunshū“ no sekai                                           |
| 1981 | Shibōta Minoru      | Saitō Mokichi den                                                   |
| 1982 | Inagaki Tatsurō     | Inagaki Tatsurō gakugei bunshū                                      |
| 1983 | Noma Kōshin         | Sampo Saikaku nempu kōshō                                           |
|      | Izutsu Toshihiko    | Ishiki to honshitsu                                                 |
| 1984 | nicht verliehen     |                                                                     |
| 1985 | Kanno Akimasa       | Stéphane Mallarmé                                                   |
|      | Matsudaira Chiaki   | Xenophon „Anabasis“ yaku                                            |
| 1986 | Watanabe Tamotsu    | Musumedōjōji                                                        |
| 1987 | nicht verliehen     |                                                                     |
| 1988 | Nakai Hisao         | „Kaváfis zenshishū“ yaku                                            |
| 1989 | nicht verliehen     |                                                                     |
| 1990 | Hirakawa Sukehiro   | Manzoni „Ii nazuke“ yaku                                            |
| 1991 | Mori Ryō            | Mori Ryō yaku shishū bankoku senka                                  |
|      | Aono Sō             | Haha yo                                                             |
| 1992 | nicht verliehen     |                                                                     |
| 1993 | Ogawa Kazuo         | Byron „Don Juan“ yaku                                               |
|      | Ōno Susumu          | Kakarimusubi no kenkyū                                              |
| 1994 | Sawazaki Junnosuke  | W. C. Williams „Patterson“ yaku                                     |
|      | Kuroi Senji         | Curtain call (Kāten kōru)                                           |
| 1995 | nicht verliehen     |                                                                     |
| 1996 | Katsuhide Shinoda   | Guillaume de Lorris, Jean de Meung „Bara Monogatari“ yaku           |
| 1997 | nicht verliehen     |                                                                     |
| 1998 | Ibi Takashi         | Edo shiika ron                                                      |
|      | Kudō Yukio          | „Bruno Schulz zenshū“ yaku                                          |
| 1999 | nicht verliehen     |                                                                     |
| 2000 | Iwasa Miyoko        | Kōgon-in gyoshū zenshaku                                            |
| 2001 | Shimizu Tōru        | Shomotsu ni tuite                                                   |
|      | Suzuki Michihiko    | Proust „Ushinawareta toki o motomete“ yaku                          |
| 2002 | Takamatsu Yūichi    | Igirisu kindai-shihō                                                |
| 2004 | Tanizawa Eiichi     | Bungōtachi no ōgenka                                                |
| 2005 | nicht verliehen     |                                                                     |
| 2006 | nicht verliehen     |                                                                     |
| 2007 | Watanabe Moriaki    | Roland Barthes „Racine“ yaku                                        |
| 2008 | Hosokawa Shūhei     | Tōki ni arite tsukuru mono                                          |
| 2009 | Maruya Saiichi      | Übersetzung von James Joyce A Portrait of the Artist as a Young Man |
| 2010 | Nozaki Kan          | Ihō no kaori Nerval tōhō kikō                                       |
| 2011 | nicht verliehen     |                                                                     |
| 2012 | Kameyama Ikuo       | Nazo toki Akuryō                                                    |
|      | Miyashita Shirō     | Übersetzung von François Rabelais Gargantua und Pantagruel          |
| 2013 | Nakatsukasa Tetsuo  | Heshiodosu zensakuhin                                               |
| 2014 | Inami Ryōichi       | Neuübersetzung von Cáo Xuěqín Der Traum der Roten Kammer            |
| 2015 | Kutsukake Yoshihiko | Ōgon no tategoto                                                    |
| 2016 | Shiokawa Tetsuya    | Übersetzung von Blaise Pascal Pensées                               |
| 2017 | Sekiguchi Tokimasa  | Übersetzung von Bolesław Prus Die Puppe (Lalka)                     |

### Essays/Reisebeschreibungen
| Jahr | Preisträger       | Ausgezeichneter Titel                  |
| ---- | ----------------- | -------------------------------------- |
| 1967 | Dan Ikuma         | Pipe no kemuri                         |
| 1968 | Nagai Tatsuo      | Waga kirinukichō yori                  |
| 1969 | nicht verliehen   |                                        |
| 1970 | Satomi Ton        | Godai no tami                          |
| 1971 | Hanamori Yasuji   | Issen gorin no tabi                    |
|      | Ibuse Masuji      | Waseda no mori                         |
| 1972 | Shirasu Masako    | Kakurezato                             |
| 1973 | Ishikawa Keirō    | Haijin fūkyō retsuden                  |
| 1974 | nicht verliehen   |                                        |
| 1975 | Noguchi Fujio     | Waga Kafū                              |
| 1976 | nicht verliehen   |                                        |
| 1977 | Uryū Takuzō       | Hinoharamura kibun                     |
|      | Mori Sumio        | Riso                                   |
| 1978 | Kiyooka Takayuki  | Geijutsuteki na akushu                 |
| 1979 | Takeda Yuriko     | Inu ga hoshi mita roshia-ryokō         |
| 1980 | Tanaka Sumie      | Hana no hyakumeizan                    |
| 1981 | Okumoto Daisaburō | Mushi no uchūshi                       |
| 1982 | Kuroda Suehisa    | Pygmy chimpanzee                       |
|      | Honda Shūgo       | Furui kioku no ido                     |
| 1983 | nicht verliehen   |                                        |
| 1984 | Kinoshita Junji   | Zembu uma no hanashi                   |
| 1985 | Sata Ineko        | Tsuki no en                            |
| 1986 | Miyamoto Tokuzō   | Rikishi hyōhaku                        |
|      | Shiba Ryōtarō     | Roshia ni tsuite                       |
| 1987 | Kondō Keitarō     | Okumura Dogyū                          |
|      | Sugimoto Hidetarō | Tsurezuregusa                          |
| 1988 | Chin Shunshin     | Chaji-henro                            |
| 1989 | Takada Hiroshi    | Ki ni au                               |
| 1990 | nicht verliehen   |                                        |
| 1991 | Kanaseki Hisao    | Gendai-geijutsu no epokku eroiku       |
| 1992 | Ikezawa Natsuki   | Haha naru shizen no oppai              |
| 1993 | nicht verliehen   |                                        |
|      | Hiraide Takashi   | Hidarite nikki reigen                  |
| 1994 | Yonehara Mari     | Fujitsu na bijo ka teishuku na busu ka |
| 1995 | Yasuoka Shōtarō   | Hate mo nai dōchūki                    |
| 1996 | Itō Shinkichi     | Kangokuura no shijintachi              |
| 1997 | Kawamori Yoshizō  | Tōson no Pari                          |
| 1998 | nicht verliehen   |                                        |
| 1999 | Seki Yōko         | Geizukushi Chūshingura                 |
| 2000 | Takashima Toshio  | Sōseki no natsuyasumi                  |
| 2001 | Agawa Hiroyuki    | Shokumi fūfūroku                       |
| 2002 | Sasaki Mikirō     | Ajia kaidō kikō                        |
| 2004 | Wakashima Tadashi | Ranshi dokusha no eibei tampen kōgi    |
| 2005 | nicht verliehen   |                                        |
| 2006 | Kawashima Hideaki | Itaria yudayajin no fūkei              |
| 2007 | Miyasaka Shizuo   | Katarikakeru kigo yuruyakana nihon     |
| 2008 | Shiraishi Kazuko  | Shi no fūkei - Shijin no Shōzō         |
| 2009 | Horie Toshiyuki   | Seigenkyokusen                         |
| 2010 | Suga Keijirō      | Shasen no tabi                         |
|      | Nashiki Kaho      | Watari no ashiato                      |
| 2011 | Hoshino Hiromi    | Konnyaku-ya Hyōryūki                   |
| 2012 | nicht verliehen   |                                        |
| 2013 | Dan Keisuke       | Tabidatsu riyū                         |
|      | Tochigi Nobuaki   | Airurando monogatari                   |
| 2014 | Yamazaki Kayoko   | Beogurādo nisshi                       |
| 2015 | Bessho Makiko     | Edo onna saigetsuki                    |
| 2016 | Imafuku Ryūta     | Henry Thoreau yasei no gakusha         |
| 2017 | Hokari Mizuho     | Montaigne no shosai „Essais o yomu“    |

## Auswahlkomitee
Mitglieder im Auswahlkomitee des Yomiuri-Literaturpreises sind:
- Ikezawa Natsuki
- Inoue Hisashi
- Kanno Akimasa
- Kawamoto Saburō
- Kawamura Jirō
- Numano Mitsuyoshi
- Okano Hirohiko
- Ōoka Makoto
- Tomioka Taeko
- Tsushima Yūko
- Yamazaki Masakazu